# Жорж Шарпак
Жорж Шарпак (на френски: Georges Charpak) е френски физик, носител на Нобелова награда за физика за 1992 г.

## Биография
Роден е на 1 август 1924 г. в Домбровица, Полша (днес Украйна). На 7-годишна възраст семейството му се преселва в Париж. През Втората световна война се включва в Съпротивата, заради което е пратен в немски трудов лагер от режима на Виши.
Защитава докторска степен по физика в Колеж дьо Франс, под ръководството на Фредерик Жолио и Ирен Кюри.
През 1992 получава Нобеловата награда „за откритието и създаването на детектори на частици, в частност на многожична пропорционална камера“.
Умира на 29 септември 2010 г. на 86-годишна възраст.